# Ctenorillo bananae
Ctenorillo bananae är en kräftdjursart som först beskrevs av Van Name 1920.  Ctenorillo bananae ingår i släktet Ctenorillo och familjen Armadillidae. Inga underarter finns listade i Catalogue of Life.